# Božićno drvce
Božićno drvce ili Božićna jelka jedna je od najpoznatijih i najpopularnijih tradicija koje se povezuju s proslavom Božića. To je najčešće zimzeleno stablo koje se unosi u dom ili se postavlja na otvorenomu, a u danima prije Božića, obično na Badnjak, ukrašava se kuglicama, slasticama te malim raznobojnim svjetiljakama, dok su se prije češće ukrašavala svijećama. Na vrh drvca često se postavljaju anđeo ili zvijezda repatica koja predstavlja Betlehemsku zvijezdu iz priče o rođenju Isusa Krista.

## Povijest
S vjerojatnim podrijetlom u europskim predkršćanskim kulturama, božićno drvce ima dugu povijest te je u različitim kulturama postalo uobičajenim zimskim prizorom.

### Germanska plemena
Stabla čuvari (na primjer, Irminsul, Torov hrast i Igdrasil) imala su posebnu važnost za stara germanska plemena te su se kroz povijest pojavljivala kao sveti simboli i predmeti. Prema Adamu Bremenskom, jednom od najvažnijih njemačkih srednjovjekovnih kroničara, u Skandinaviji su germanski poganski kraljevi žrtvovali po devet mužjaka (broj devet bio je veoma važan u nordijskoj mitologiji) od svake vrste u svetim lugovima svake devete godine.
Prema Crkvenim zapisima, sveti Bonifacije pokušao je germanskim plemenima kršćanstvo predstaviti objašnjavajući nauk o Presvetom Trojstvu koristeći sortu sjeverne bijele jele zbog njezina naizgled trokutastog oblika.

### Rim
Rimski mozaici s prostora današnjeg Tunisa prikazuju mitski trijumfalni povratak grčkog boga vina i muške plodnosti, Dioniza (kojeg neki moderni znanstvenici poistovjećuju s božanstvom ponovnog rođenja), iz Indije. Dioniz nosi grančicu zimzelenog stabla.

### Moderna božićna drvca
Moguće je početke običaja ukrašavanja božićnog drvca pratiti do Njemačke u 16. stoljeću; Ingeborg Weber-Kellermann (profesor europske etnologije iz Marburga) kao najraniji spomen tog običaja uzima ljetopis bremenskog ceha iz 1570. godine koji navodi kako je mala jela ukrašena jabukama, orasima, datuljama, perecima i papirnatim cvijećem postavljena za djecu članova ceha koja su na Božić prikupljala slatkiše. Običaj se rano spominje i u Baselu gdje su 1597. godine krojački šegrti po gradu nosili stablo ukrašeno jabukama i sirom.
Rigu, glavni grad Latvije, neki smatraju domom prvog božićnog drvca; na osmerokutnoj plaketi na jednom od gradskih trgova stoji "Prvo novogodišnje (odnosno božićno) drvce u Rigi 1510." na osam jezika. U otprilike isto vrijeme, a mnogo se raspravlja o tome je li se taj događaj odigrao prije ili poslije postavljanja drvca u Rigi, Martin Luther navodno je ukrasio drvce koje je simboliziralo način na koji noću siju zvijezde. Tijekom 17. stoljeća običaj ukrašavanja božićnog drvca počeo je ulaziti u obiteljske domove. Jedan strasburški svećenik, Johann Konrad Dannerhauer, žalio se na taj običaj zato što on odvlači od Božje riječi.
Do početka 18. stoljeća, ukrašavanje božićnih drvaca postalo je uobičajeno u gradovima sjevernog Porajnja, ali se još uvijek nije proširilo u ruralna područja. Božićna su drvca prilično dugo ostala vezana za sjeverno Porajnje. Katolička većina uz južni dio toka Rajne običaj je smatrala protestantskim te su ga u to područje donijeli pruski činovnici koji su tamo premješteni zbog Bečkog kongresa 1815. godine.
Početkom 19. stoljeća običaj je postao popularan među plemstvom i proširio se po dvorovima čak do Rusije. Princeza Henrietta od Nassau-Weilburga 1816. godine upoznala je Beč s ukrašavanja božićnih drvaca te se taj običaj narednih godina brzo proširio Austrijom. U Francuskoj je prvo božićno drvce predstavila vojvotkinja od Orleansa 1840. godine.
U Veliku je Britaniju običaj ukrašavanja božićnog drvca donijela supruga kralja Georgea III., Charlotte od Mecklenburg-Strelitza, ali se u to vrijeme običaj nije proširio dalje od kraljevskog dvora. Nakon vjenčanja kraljice Viktorije i njezinog njemačkog rođaka, princa Alberta, običaj se još više proširio. Princ Albert za Božić je poklanjao velik broj drvaca školama i vojarnama. Crteži kraljevske obitelji s njihovim božićnim drvcem u Osborne Houseu pojavljivali su se u engleskim časopisima, a prvi put u tehnici drvoreza u časopisu Ilustirane londonske novosti (eng. Illustrated London News; prosinac 1848.). Za Božić 1850. godine ilustracije su se pojavile i u SAD-u. Te slike britanske kraljevske obitelji tijekom njihove božićne proslave pomogle su u popularizaciji običaja ukrašavanja božićnih drvaca u Britaniji te među anglofilnim Amerikancima više klase.
U Hrvatskoj se tek 1850-ih godina počinje pojavljivati običaj ukrašavanja božićnog drvca na što su utjecali njemačka tradicija te tadašnji prostorno-politički odnosi. Ipak, čak i prije širenja tog običaja, domovi su na Badnjak bili ukrašavani cvijećem, plodovima i zelenilom, a za to su najčešće bila zadužena djeca. Uz to, u kuću se unosio badnjak, debeli panj ili klada koji je na tu noć, ali i kasnije, gorio na ognjištu. U početku su se kitila bjelogorična stabla, a kasnije, učestalim pošumljavanjem, za ukrašavanje se počinju koristiti crnogorična stabla.
Najčešće su se ukrašavala voćem, jabukama te narančama, šljivama, kruškama, ali i raznim slasticama, šarenim papirnatim lancima,ukrasima od slame ili komušine, te srebrnim i zlatnim nitima, a rjeđe licitarima i staklenim figurama. Čest su i lijep ukras bili pozlaćeni orasi i lješnjaci kojima se kitilo drvce, a najčešće su se postavljale svijeće, simboli nade i božanstva. Poslije su se postavljali i komadići vate, voska ili papira koji su simbolizirali snijeg na drvcu i tako su ga ukrašavali.

## Vrijeme ukrašavanja
U Njemačkoj i sjevernoj Europi običaj ukrašavanja stabala potječe iz poganskih vremena kad su stabla smatrali simbolima koji predstavljaju plodnost bogova prirode. Običaj je bio povezan sa zimskim solsticijem (oko 21. prosinca) kojeg su smatrali danom ponovnog rođenja boga Sunca. Ukrašavanje stabala kasnije je postao jedan od kršćanskih običaja, i to nakon što je Crkva 25. prosinca odredila kao dan Kristova rođenja, time zamijenivši pogansku proslavu solsticija.
Tradicionalno, božićna se drvca ne unose u domove niti ukrašavaju prije Badnjaka (24. prosinca), a iznose se na blagdan Sveta tri kralja odnosno Bogojavljenje (6. siječnja) kada i završavaju božićni blagdani. Tog se dana posljednji put pale božićne svijeće i drvo badnjak. Rezultat suvremene komercijalizacije Božića je i postavljanje drvaca mnogo ranije nego što je to uobičajeno; u pojedinim se trgovinama drvca postavljaju već krajem listopada (božićni odjel u britanskom lancu trgovina Selfridges, s okićenim božićnim drvcima, počinje s radom početkom rujna).

## Vrste drvaca
Kao božićna drvca koriste se i prirodna i umjetna drvca.

### Prirodna drvca
Rod jela (Abies) pokazao se najboljim za korištenje i to zato što im iglice ne otpadaju pretjerano nakon što se stablo osuši, a usto ugodno mirišu i imaju lijepu boju; ali koriste se i drugi rodovi borovki. Vrste koje se koriste u Europi su:
- Kavkaska jela (Abies nordmanniana)
- Koloradska jela (Abies concolor)
- Obična jela (Abies alba)
- Obični bor (Pinus sylvestris)
- Pančićeva omorika (Picea omorika)
- Plemenita jela (Abies procera)
- Smreka (Picea abies)

a u Sjevernoj i Srednjoj Americi:
- Balzamasta jela (Abies balsamea)
- Raskošna jela (Abies magnifica)
- Fraserova jela (Abies fraseri)
- Gorostasna jela (Abies grandis)
- Gvatemalska jela (Abies guatemalensis)
- Pinija (Pinus pinea)
- Plemenita jela (Abies procera)
- Obična američka duglazija (Pseudotsuga menziesii)
- Obični bor (Pinus sylvestris)

Kao božićna drvca u manjoj se mjeri koriste i neke druge, ne toliko tradicionalne vrste, kao što su na primjer divovska sekvoja (lat. Sequioadendron giganteum), lejlandski čempres (Cupressus × leylandii) i virginijska borovica (Juniperus virginiana). Mnoge vrste smreke također se koriste kao božićna drvca, a neki ih smatraju i najljepšom vrstom stabala, koja se koristi u tu svrhu. No, smrekama (za razliku od jela) iglice počinju brzo otpadati nakon sječe, a mnoge vrste smreke, kao što je na primjer bodljikava smreka, imaju veoma oštre iglice što ukrašavanje čini neugodnim.
Neka se stabla prodaju u teglama s korijenjem i zemljom, često iz rasadnika, da bi se kasnije posadila i kako bi se u njima uživalo još godinama ili desetljećima. Međutim, zdravlju stabla uvelike štete visoka temperatura i niska vlažnost zraka prostora u kojem se neko vrijeme nalazi pa je stopa stabala koja prežive presađivanje niska. Ta se stabla u zatvorenom prostoru smiju držati samo nekoliko dana, zato što toplina prekida dormanciju pa slabi zaštitni mehanizam kod stabala koja se zatim kod prenošenja na otvoreno izlažu hladnoći.
Životni ciklus božićnog drvca od sjemenke do dvometarskog stabla traje, ovisno o vrsti i načinu kultivacije, između 8 i 12 godina. Prvo se uzima sjeme iz češera skupljenih sa starijih stabala. To se sjeme obično uzgaja u rasadnicima i zatim prodaje farmama božićnih drvaca u starosti od 3 do 4 godine. Preostali dio razvoja stabla ovisi prvenstveno o klimi, kvaliteti tla te kultivaciji i brizi za stablo.

### Umjetna drvca
Umjetna drvca postaju sve popularnija zato što ih smatraju praktičnijima i (ako se koriste nekoliko godina) jeftinijima od pravih drvaca. Takva drvca dolaze u mnogo boja i "vrsta", a mogu se kupiti i neka koja su već unaprijed ukrašena lampicama. Na kraju božićne sezone umjetna se drvca mogu rastaviti i spremiti.
Umjetna drvca ponekad su i nužna u unajmljenim domovima (pogotovo u stanovima) zbog potencijalne opasnosti od požara koje mogu izazvati osušena prirodna drvca zbog čega ih neki stanodavci i zabranjuju. Također mogu biti nužna osobama alergičnima na golosjemenjače.

#### Pernata drvca
Prva umjetna drvca bila su stolna pernata drvca napravljena od guščjeg perja obojenog u zeleno koje se lijepilo na štapiće i zatim pričvršćivalo na veće štapiće, kao grane stabla. Proizvodnja takvih drvaca počela je u Njemačkoj u 19. stoljeću kako bi se spriječila daljnja deforestacija. Na tim su se "minimalističkim" drvcima lijepo isticali maleni ukrasi.

#### Moderna drvca
Prva moderna umjetna drvca počele su izrađivati tvrtke koje su se bavile proizvodnjom četki. Drvca su se radila na isti način, od životinjske dlake (većinom od svinjskih čekinja) a kasnije i od plastičnih čekinja, obojanih u zeleno, koje su se umetale između svinutih žica koje su činile grane drvca. Grane su jednim krajem svinute zajedno kako bi se formirala veća grana koja se zatim umetala u veći drveni štap (danas metalan s plastičnim prstenovima) koji je služio kao deblo drvca. Svaki red grana bio je druge veličine, obilježen različitom bojom ili naljepnicama radi lakšeg sastavljanja.
Prva su takva drvca izgledala kao borovi dugih iglica, ali kasnije se za izradu iglica počeo koristiti PVC. Mnoga su drvca imala i veoma kratke smeđe "iglice" koje su bile pomiješane s dužim zelenim iglicama, kako bi imitirali pravu granu. Takva su drvca svake godine postajala malo realističnija, a neki su luksuzni modeli imali i više stilova grana te se za njihovu izradu koristila nova tehnologija "pravih" iglica (True Needle technology) kako bi se što bolje imitirala priroda. Mnoga drvca danas dolaze u manjim inačicama, za korištenje u manjim prostorima. Grane većine kvalitetnijih drvaca već su pričvršćene za deblo i potrebno ih je samo spustiti, dok kod jeftinijih modela grane treba pričvrstiti na deblo.

#### Dizajnerska drvca
Prva umjetna drvca koja nisu bila zelena bila su drvca metalik boje koja su se pojavila 1958. godine, a bila su prilično popularna 1960-ih godina. Ta su se drvca radila od aluminija pričvršćenog za metalne štapove kojima je kao potpora služio veći drveni ili aluminijski štap. Neka su takva drvca bila izrađena od papira prevučenog aluminijem i stoga su bila zapaljiva. Predstavljala su veliku opasnost od požara u slučaju da se izravno na njih stavi izvor svjetlosti, posebno zato što su se u tom razdoblju prodavale relativno vruće žarulje; upozorenja na taj efekt još se uvijek izdaju uz neke lampice za božićna drvca.
Novija se takva drvca mogu sigurno koristiti s lampicama, što zbog korištenja materijala koji sprječavaju požare, što zbog veće sigurnosti pri korištenju samih lampica.
Ostala umjetna drvca ne moraju uopće izgledati kao četinjače osim utoliko što su trokutastog ili stožastog oblika, a mogu biti izrađena od kartona, stakla, plastike ili slaganjem ukrasa u određeni oblik. Takva drvca često služe kao stolni ukrasi.

#### Ostale vrste
2005. godine u SAD-u su postala popularna naopaka božićna drvca. Ona su se u početku prodavala trgovcima i omogućavala su kupcima da se više približe ukrasima koji su bili na prodaju. Kupci su željeli naopaka drvca kopirati i koristiti privatno. Prodavači takvih drvaca tvrdili su i da se ispod njih mogu staviti veći božićni darovi. Naopaka božićna drvca dolaze u tri inačice: samostojećoj, visećoj i zidnoj. Samostojeća drvca imaju ravnu bazu. Viseća drvca imaju bazu koja se može pričvrstiti za strop, a zidna su drvca zapravo samo polovica drvca koje se može pričvrstiti za zid.
Ostale vrste umjetnih drvaca uključuju mala drvca koja govore ili pjevaju te drvca iz kojih u malu ukrasnu kutijicu od kartona pada "snijeg" (zapravo male kuglice stiropora) koji se zatim ponovno cjevčicom skrivenom uz deblo drvca provodi do vrha drvca.

#### Ekološka pitanja
Vode se rasprave o tome jesu li za prirodu bolja umjetna ili prava drvca. Umjetna se drvca obično rade od PVC-a, toksičnog materijala koji se često stabilizira olovom. Uz neka drvca dolazi upozorenje da se prašina ili iglice s drvca ne bi trebale udisati ili jesti. U nekim se umjetnim drvcima koriste male količine materijala s pravih stabala. Na primjer, kora pravog stabla može se koristiti kao površina debla umjetnog stabla. Polietilenska su drvca manje toksična, ali i skuplja, od drvaca napravljenih od PVC-a.
Umjetna se drvca mogu koristiti mnogo godina, ali ih obično nije moguće reciklirati, zbog čega završavaju na smetlištima. Prirodna se drvca mogu koristiti kratko vrijeme, ali se mogu reciklirati i koristiti kako bi se zaštitilo tlo ili spriječila erozija. Također, prirodna drvca tijekom rasta pomažu u smanjenju ugljičnog dioksida u atmosferi.
Organski uzgojena božićna drvca smatraju se boljima za okoliš od onih pri čijem je uzgoju korištena veća količina pesticida.

### Ostaladrvca
Na Novom Zelandu, stabla Pōhutukawe (Metrosideros excelsa), opisuju se kao prirodna božićna drvca zato što cvatu u vrijeme Božića, a izgledaju kao božićna drvca zbog svojih crvenih cvjetova i zelenih listova.
Koriste se i božićna drvca napravljena od biljke božićne zvijezde koja je inače i čest božićni ukras.

## Ukrasi
U srednjem je vijeku u nekim dijelovima Europe postojao običaj priređivanja predstave o raju u crkvi za Božić. Dio te predstave bilo je i stablo na koje su se vješale jabuke. Jabuke su predstavljale plodove stabla spoznaje dobra i zla u rajskom vrtu. Uz njih su išle i figure Adam i Eva (kojih se Crkva spominju na Badnjak) i zmije. Kasnije su se jabukama dodali i drugi plodovi, a onda i umjetne kugle, i druge figurice.
Za ukrašavanje božićnog drvca danas se obično koriste girlande i vrpce. Za izradu krhkih božićnih ukrasa od obojenog stakla polovinom 19. stoljeća specijalizirali su se prvo nijemci (oko 1847./48. grad Lauscha u pokrajini Tirinškoj) a kasnije ičeške(nakon 1920., Jablonec,drugačije od njemačkih ,u oblikovanju su osim kuglica korištene i staklene perle,te cjevčice) i poljske(nakon 1930.) tvornice stakla, a potom se izrada takvih ukrasa razvila u veliku industriju (nakon 1940.,prestaje njemački izvoz u SAD te tamo počinje prava industrijska proizvodnja ,korištena je tehnologija razvijena za proizvodnju žarulja). Drvce se obično ukrašava i svijećama ili električnim svjetlima (lampicama odnosno žaruljicama,u svijetu otprilike nakon 1920.,u SAD već krajem 19. stoljeća), a ukras na vrhu drvca, obično zvijezda ili anđeo, upotpunjava cjelokupni izgled. Kuglice su također veoma uobičajena dekoracija. Obično se sastoje od prilično malene šuplje staklene ili plastične sfere na koju se stavlja tanki sloj metalik boje kako bi se s kuglica reflektiralo svjetlo te još jednog tankog sloja pigmentiranog polimera kako bi kuglica dobila obojenje. Nekada su u pravilu bile posrebrene kemijskim putem (od oko 1870.,Njemačka).
U Hrvatskoj, drvca su se najčešće ukrašavala voćem, raznim slasticama, srebrnim i zlatnim nitima, a rjeđe i staklenim figurama, tamo gdje je to financijska situacija dopuštala. Uz to, čest su ukras bili pozlaćeni orasi i lješnjaci. Na drvca su se stavljali i komadići vate, voska ili papira koji su simbolizirali snijeg. Ispod drvca stavljaju se i jaslice, a često i božićna pšenica, posađena na blagdan Svete Lucije te razne figurice i ukrasi.
Crkve se također ukrašavaju božićnim drvcima na kojima se koriste ručno izrađeni ukrasi s različitim simbolima vezanima uz Božić ili se ona ukrašavaju veoma decentno i gotovo neprimjetno.

### Prostirke za drvca
Kako su se za osvjetljavanje drvaca isprva koristile svijeće(od 17. stoljeća voštanice,od 19.stoljeća jeftinije sterainske ili parafinske svijeće), a tek kasnije električne žaruljice (u svijetu nakon 1920.), na pod ispod drvca često se stavljala prostirka kako bi se pod zaštitio od voska te kako bi se skupile sve iglice koje su otpale. Čak i kad su se počele koristiti električne žaruljice i umjetna drvca, prostirka je zadržana kao dekorativni detalj: između ostalog, ona skriva stalak drvca koji iako možda nije lijep prizor, ima važnu sigurnosnu ulogu.
Dok su prostirke nekad bile obične, bez posebnih detalja ili ukrasa, danas su one često ukrašene raznim ornamentima.

## Proizvodnja
Svake se godine u Sjevernoj Americi proizvede od 33 do 36 milijuna, a u Europi od 50 do 60 milijuna božićnih drvaca.
U Hrvatskoj se na godinu proizvede oko 500 000 božićnih drvaca. 40% ukupne domaće proizvodnje odvija se u trima županijama sjeverozapadne Hrvatske - Bjelovarsko-bilogorskoj, Koprivničko-križevačkoj i Zagrebačkoj. U Hrvatskoj je 2006. godine bilo više od 1000 registriranih proizvođača božićnih drvaca.

## Vanjske poveznice
- Božić u Hrvata  Arhivirana inačica izvorne stranice od 6. prosinca 2013. (Wayback Machine)

### Ostali projekti
|  | Zajednički poslužitelj ima stranicu o temi Božićno drvce |